# Circuito Radial Triple F
El circuito Radial Triple F es una de las varias estaciones, y uno de los circuitos más grandes y escuchados en toda Venezuela, con temas variados. esta emisora tiene una división entre Corporación Carmero y El Grupo Radial la F.

## Frecuencias (estaciones) de la Triple F
- Caracas, Dtto. capital: Jazz 95.5 FM (Ahora Alquilado a Unión Radio, Ateneo 100.7 FM, Clásicos 98.1 FM y Radio Sintonía 1420 AM

- Barinitas, estado Barinas: La Barinesa 92.7 FM

- Valencia, estado Carabobo: 91.5 FM (antiguamente Lago FM)

- Puerto La Cruz, estado Estado Anzoátegui: Marina 103.7 FM

- Cumaná, estado Sucre: La Cumanesa 105.3 FM

- Juan Griego, estado Nueva Esparta: Encuentro 88.7 FM

- Barquisimeto, estado Lara: OK 101.5 FM y Radio Activa 102.3 FM

- Puerto Cabello, estado Carabobo: Puerto 93.1 FM

- Acarigua, estado Portuguesa: OK 88.1 FM y Feria 91.9 FM

- Mérida, estado Mérida: ULA 107.7 FM y Universitaria 107.7 FM

- Punta de Mata, estado Monagas: Jeomar 105.7 FM

- Barcelona, estado Estado Anzoátegui: Radio Barcelona 1080 AM

- San Felipe, estado Yaracuy:Radio San Felipe El Fuerte 1530 Am y El Fuerte 100.5 FM

- Guanare, estado Portuguesa: La Guanareña 98.3 FM

- Maracaibo, estado Zulia: NC estéreo 90.9 FM

- Anaco, estado Estado Anzoátegui: Canal 98.5 FM

- Tucacas, estado Falcón: Arena 88.3 FM

- Guarenas, estado Miranda: La Primera 100.5 FM

- San Cristóbal, estado Táchira: Sabor 99.9 FM.

- Puerto Ordaz, estado Bolívar: Festiva 99.9 FM

- El Callao, estado Bolívar: Kalipso 95.3 FM

### Antiguas emisoras
- Valencia, estado Carabobo: Stereo Tip 100.9 FM (vendida al Circuito Onda de Unión Radio)
- Puerto La Cruz, estado Anzoátegui: Marina 103.3 FM

## Curiosidad
En sus inicios este circuito se hacía llamar Circuito Radio FM de Venezuela hasta el año 1997 cuando adquiere su nombre actual. La voz que lo identifica es de Gustavo González Michelena.